# دزد دریایی سیاه
دزد دریایی سیاه (به انگلیسی: The Black Pirate)، فیلمی ۹۴ دقیقه‌ای به کارگردانی آلبر پارکر با بازی داگلاس فیربنکس است.

## خلاصه داستان
مردی جوان که در جستجوی گرفتن انتقام است، به گروه دزدان دریایی که مسئول مرگ پدرش هستند می‌پیوندد و…